# Electrock
『electrock』（エレクトロック）は、move初のオリジナル・アルバムである。全11曲収録。

## 概要
- プログレッシブ・ロックからユーロビートまで幅広いジャンルの曲を収録している。
- 10曲目の「take me higher」は、本来シングルとしてリリースされる予定だった。
- 初回盤はmoveオリジナル特製カー・エンブレム・ステッカー封入。特殊パッケージ仕様。
- 3曲目「around the world」と4曲目「Rage your dream」はアニメ「頭文字D」のOPおよびEDとしてそれぞれ起用されており、その他の楽曲も7曲目の「BLOWIN' WIND」以外は挿入歌として使用されている。
- プロモーション用のアナログ盤には「JOINT NEXT MIX」というCD化されていないノンストップミックスが収録されている。

## 収録曲
1. World of move
2. Bust the Future Wall [move into the rockin' beat]
プレイステーションゲーム『JGTC -ALL JAPAN GRAND TOURING CAR CHAMPIONSHIP-』イメージソング
3. around the world
4. Rage your dream
5. Wanna fly to be wild
6. ROCK IT DOWN
7. BLOWIN' WIND
8. See you,my best love
9. over drive
10. take me higher
11. past days〜追憶